# Kayserispor
El Kayserispor es un club de fútbol turco de la ciudad de Kayseri. Fue fundado en 1 de julio de 1966 y juega en la Superliga de Turquía.

## Estadio

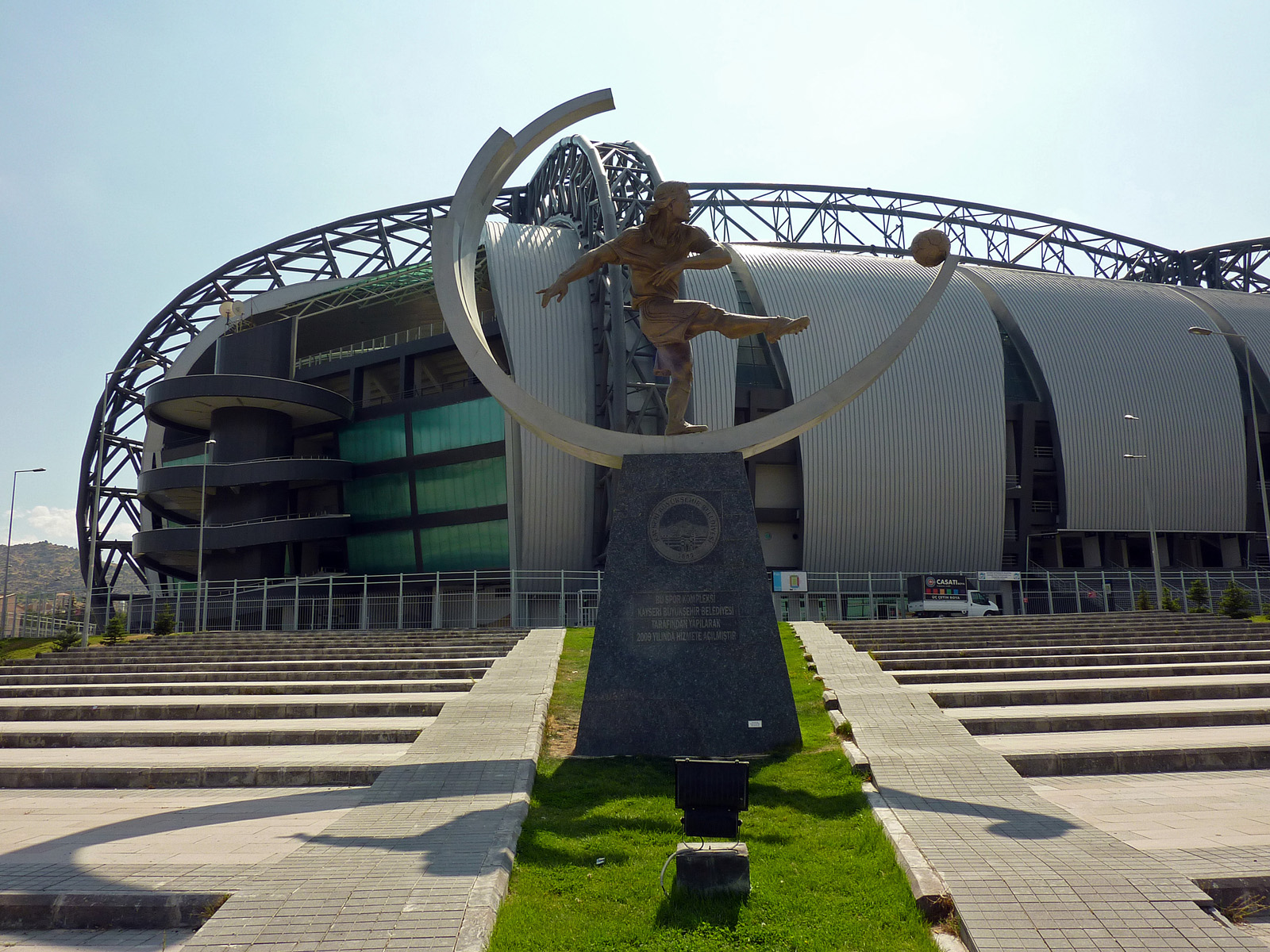
El Kayserispor juega sus partidos de local en el Estadio Kadir Has

## Rivalidades
El Kayserispor tiene como máximo rival al Sivasspor.

## Proveedores y patrocinadores
| Periodo   | Proveedor | Patrocinador principal |
| --------- | --------- | ---------------------- |
| 2004-2005 |           | Turkcell               |
| 2005-2010 |           | Turkcell               |
| 2010-2011 | Aksa      |                        |
| 2011-2012 | Spor Toto |                        |
| 2012-2014 | —         |                        |
| 2014-2015 | Ferre     |                        |
| 2015-2017 | İstikbal  |                        |
| 2017-2025 | İstikbal  |                        |
| 2025-     | İstikbal  |                        |

## Datos del club
- Temporadas en primera división: 20 (2004-2014, 2015-actualidad)

- Temporadas en segunda división: 4 (2000-2002, 2003-2004, 2014-2015)

- Temporadas en tercera división: 13 (1988-2000, 2002-2003)

## Palmarés
| Torneos nacionales         | Títulos | Subcampeonatos |
| -------------------------- | ------- | -------------- |
| Copa de Turquía (1)        | 2008    | 2022           |
| TFF Primera División (1/1) | 2015    | 2004           |
| TFF Segunda División (1)   | 2003    |                |
| TFF Tercera División (1)   | 2000    |                |
| Supercopa de Turquía (0/1) |         | 2008           |

| Torneos internacionales       | Títulos | Subcampeonatos |
| ----------------------------- | ------- | -------------- |
| Copa Intertoto de la UEFA (1) | 2006    |                |

## Participación en competiciones de la UEFA
| Temporada | Torneo                    | Ronda | Club       | Casa | Visita | Global |
| --------- | ------------------------- | ----- | ---------- | ---- | ------ | ------ |
| 2006      | Copa Intertoto de la UEFA | 2     | Sopron     | 3–3  | 1–0    | 4–3    |
| 2006      | Copa Intertoto de la UEFA | 3     | Larissa    | 2–0  | 0–0    | 2–0    |
| 2006–07   | UEFA Europa League        | 2     | Tirana     | 3–1  | 2–0    | 5–1    |
| 2006–07   | UEFA Europa League        | 3     | AZ Alkmaar | 1–1  | 2–3    | 3–4    |
| 2008–09   | UEFA Europa League        | 1     | PSG        | 1–2  | 0–0    | 1–2    |